# Cartagena Fútbol Club
El Cartagena Fútbol Club (popularment anomenat Efesé) és un club de futbol de Cartagena (Regió de Múrcia, Espanya) fundat l'any 1919 o 1940 (segons els autors). Juga a la Tercera divisió, Grup 13.
És un Club totalment diferent al Fútbol Club Cartagena (aquest va ser fundat l'any 1995), malgrat la similitud de noms i equipació. Fins a la creació d'aquell, va ser el club més representatiu de la ciutat de Cartagena.
Actualment, el Cartagena Fútbol Club és filial del Fútbol Club Cartagena mitjançant un contracte de filiació.

## Història[2]

### Precedents (1903-1919)
El futbol a Cartagena sorgeix a començaments del segle XX amb el Cartagena Football (1903) i la Sociedad Kugly (1904). El primer club organitzat nasqué el 1906 quan es fundà el Sport Club Cartagena i el 1907 neix el Sport Club Carthago, a part d'altres petits equips de barri. Ambdós clubs es fusionaren el 1913 formant l'Athletic Club Cartagena i des del 1915 Sporting Club Carthago, el qual desapareix el 1919 i dona pas a la fundació del Cartagena Fútbol Club.

### Els inicis (1919-1936)
El Cartagena Fútbol Club es va fundar el 1919 i amb els anys va esdevenir el primer club de la ciutat. Inicialment vesteix samarreta blanca i pantalons negres, adoptant després els colors actuals. L'equip jugà els seus partits al camp Alfons XIII fins al 1925, quan es va construir el Stadium Cartagenero (popularment anomenat El Almarjal) que va ser el seu terreny de joc fins a la construcció de l'Estadi Cartagonova l'any 1988.
A la temporada 1928-29 formà part de la primera edició de la Segona divisió, descendint aquella mateixa temporada a Tercera. Entre 1929 i 1934 juga a Tercera divisió amb dues fases d'ascens fallides: el 1930 perdé davant el Club Esportiu Castelló, i el 1933 contra el CE Sabadell.
L'any 1934 baixa a categoria regional i l'any 1936 aconsegueix recuperar la categoria, però l'esclat de la Guerra Civil Espanyola, va ajornar l'ascens a Segona divisió fins a la temporada 1939-40.

### La posguerra i desaparició? (1939-1952)
El Club es mantindria tres temporades a Segona divisió (1939-40, 1940-41 i 1941-42) i baixaria directament de a categoria regional al no existir en aquells moments la Tercera divisió. Amb la restauració de la Tercera divisió la temporada 1943-44, el Club ascendí aquella mateixa temporada i s'hi mantingué sis temporades fins a assolir el 1949 un nou ascens a Segona divisió.
Després de tres temporades seguides a Segona divisió (1949-50, 1950-51 i 1951-52), el Club descendí directament a Regional i va deixar de competir l'any 1952.
Segons uns, el Cartagena FC desaparegué i les restes del club s'organitzaren dins la Unión Deportiva Cartagenera, club fundat el 1940, establint aquest any com a origen del club actual. Segons altres, el Club no va desaparèixer sinó que va romandre hivernat uns anys fins a satisfer els deutes acumulats i recuperar la seva denominació, mantenint la data fundacional de 1919.

### Refundació? i crisi (1952-1976)
La Unión Deportiva Cartagenera ascendí a Tercera divisió en la seva primera temporada (1952-53) i es va mantenir vuit temporades a la categoria fins a assolir l'ascens la temporada 1960-61. Aquesta mateixa temporada el Club canvià el seu nom pel de Club Deportivo Cartagena.
A Segona divisió el Club Deportivo Cartagena hi romandria dues temporades (1961-62 i 1962-63), després de les quals tornà a Tercera divisió. Fracassades les temptatives d'ascens durant dotze anys, el Club patí una crisi que el duria a baixar a Regional on hi jugaria les temporades 1975-76 i 1976-77. L'any 1974 va recuperar el nom històric de Cartagena Fútbol Club.

### Auge i època daurada (1976-1988)
A partir de la temporada 1976-77 el Cartagena Futbol Club va iniciar una escalada que el portaria a ascendir a Tercera divisió (1977), a Segona divisió B (1980) i Segona divisió A (1982), passant en cinc de Regional al futbol professional. El Club va viure una època daurada, mantenint-se sis temporades consecutives a la Segona divisió A fins a descendir l'any 1988.

### L'enfonsament (1988-1996)
Després del descens, el Club entrà en una fase de declivi imparable. A Segona divisió B el Club va jugar les lliguetes d'ascens de 1991 i 1992, però se li va escapar l'ascens al darrer partit. A més, va quedar-se fora de les mateixes per molt poc els anys 1993 i 1994. L'any 1995 aconsegueix no descendir a Tercera divisió per poc, però perdé la categoría pels deutes acumulats. A Tercera divisió, el Club fracassa novament a la lligueta d'ascens de la temporada 1995-96: la crisi és imparable, i als inicis de la temporada següent l'equip abandona la competició enmig d'una situació insostenible.
El Club no va arribar a desaparèixer del tot, ja que únicament el primer equip es va retirar i continuaren amb vida tots els equips del futbol base. Simultàniament, la fundació del Cartagonova FC (després Fútbol Club Cartagena) l'any 1995 i la seva consolidació com a primer equip de la ciutat varen relegar al Cartagena FC a un segon pla.

### La reaparició (2002-)
Després de sis temporades d'absència, el Cartagena FC va tornar a la competició senior la temporada 2002-03. L'equip va jugar dues temporades a Primera Regional (2002-03, 2003-04) i pujà a Preferent on hi jugà cinc més (2004-05 a 2008-09) fins a assolir l'ascens a Tercera divisió. Hi roman tres temporades (2009-10, 2010-11 i 2011-12) amb resultats molt precaris, fins a veure's abocat al descens. Juga a Preferent la temporada 2012-13 i recupera la Tercera divisió aquell mateix any.

### Classificacions en Lliga
El Cartagena FC ha jugat un total de 75 temporades des de la temporada 1928-29 fins a l'actualitat, exceptuant el període de la Guerra Civil Espanyola (1936-39) i el període comprès entre 1996 i 2002, en el qual el primer equip (però no les categories inferiors) va romandre inactiu. Entre 1939 i 1952 es tenen en compte els resultats del Cartagena FC en comptes dels de la Unión Deportiva Cartagenera.
| - 1928-29: 2a Divisió (10è) - 1929-30: 3a Divisió (1r) - 1930-31: 3a Divisió (3r) - 1931-32: 3a Divisió (2n) - 1932-33: 3a Divisió (1r) - 1933-34: 3a Divisió (6è) - 1934-35: Regional (1r) - 1935-36: Regional (1r) - 1936-39: Guerra Civil - 1939-40: 2a Divisió (5è) - 1940-41: 2a Divisió (10è) - 1941-42: 2a Divisió (8è) - 1942-43: Regional - 1943-44: 3a Divisió (5è) - 1944-45: 3a Divisió (7è) - 1945-46: 3a Divisió (4t) - 1946-47: 3a Divisió (3r) - 1947-48: 3a Divisió (2n) - 1948-49: 3a Divisió (3r) - 1949-50: 2a Divisió (14è) - 1950-51: 2a Divisió (11è) | - 1951-52: 2a Divisió (16è) (ad) - 1952-53: Regional - 1953-54: 3a Divisió (16è) - 1954-55: 3a Divisió (4t) - 1955-56: 3a Divisió (2n) - 1956-57: 3a Divisió (4t) - 1957-58: 3a Divisió (2n) - 1958-59: 3a Divisió (3r) - 1959-60: 3a Divisió (5è) - 1960-61: 3a Divisió (2n) - 1961-62: 2a Divisió (11è) - 1962-63: 2a Divisió (13è) - 1963-64: 3a Divisió (2n) - 1964-65: 3a Divisió (2n) - 1965-66: 3a Divisió (2n) - 1966-67: 3a Divisió (4t) - 1967-68: 3a Divisió (3r) - 1968-69: 3a Divisió (2n) - 1969-70: 3a Divisió (4t) - 1970-71: 3a Divisió (2n) - 1971-72: 3a Divisió (2n) | - 1972-73: 3a Divisió (2n) - 1973-74: 3a Divisió (3r) - 1974-75: 3a Divisió (17è) - 1975-76: Regional - 1976-77: Regional - 1977-78: 3a Divisió (2n) - 1978-79: 3a Divisió (5è) - 1979-80: 3a Divisió (1r) - 1980-81: 2a Divisió B (5è) - 1981-82: 2a Divisió B (2n) - 1982-83: 2a Divisió (16è) - 1983-84: 2a Divisió (16è) - 1984-85: 2a Divisió (8è) - 1985-86: 2a Divisió (14è) - 1986-87: 2a Divisió (15è) - 1987-88: 2a Divisió (20è) - 1988-89: 2a Divisió B (7è) - 1989-90: 2a Divisió B (11è) - 1990-91: 2a Divisió B (2n) - 1991-92: 2a Divisió B (1r) - 1992-93: 2a Divisió B (5è) | - 1993-94: 2a Divisió B (5è) - 1994-95: 2a Divisió B (16è) (ad) - 1995-96: 3a Divisió (2n) - 1996-97: Retirat - 1997-98: (NP) - 1998-99: (NP) - 1999-00: (NP) - 2000-01: (NP) - 2001-02: (NP) - 2002-03: 1a Regional - 2003-04: 1a Regional (4t) - 2004-05: Reg. Preferent (8è) - 2005-06: Reg. Preferent (7è) - 2006-07: Reg. Preferent (9è) - 2007-08: Reg. Preferent (11è) - 2008-09: Reg. Preferent (3r) - 2009-10: 3a Divisió (13è) - 2010-11: 3a Divisió (14è) - 2011-12: 3a Divisió (16è) - 2012-13: Reg. Preferent (3r) - 2013-14: 3a Divisió |

(NP): No va participar en competicions oficials 

 - Campionat de lliga 

 - Ascens 

 - Descens 

 (ad): Descens administratiu

## Escut
Es divideix en tres seccions. La meïtat superior representa la bandera de la província marítima de Cartagena (creu blanca sobre fons vermell). Al centre, el nom del Club. I la meïtat inferior presenta els colors del club amb una antiga pilota al centre. L'escut està coronat per les almenes d'or, igual que l'escut de la ciutat.

## Uniforme
- Uniforme titular: Samarreta amb franges verticals blanques i negres, pantalons negres, mitges negres.
- Uniforme alternatiu: Samarreta blanca, pantalons blancs, mitges blanques.

## Instal·lacions

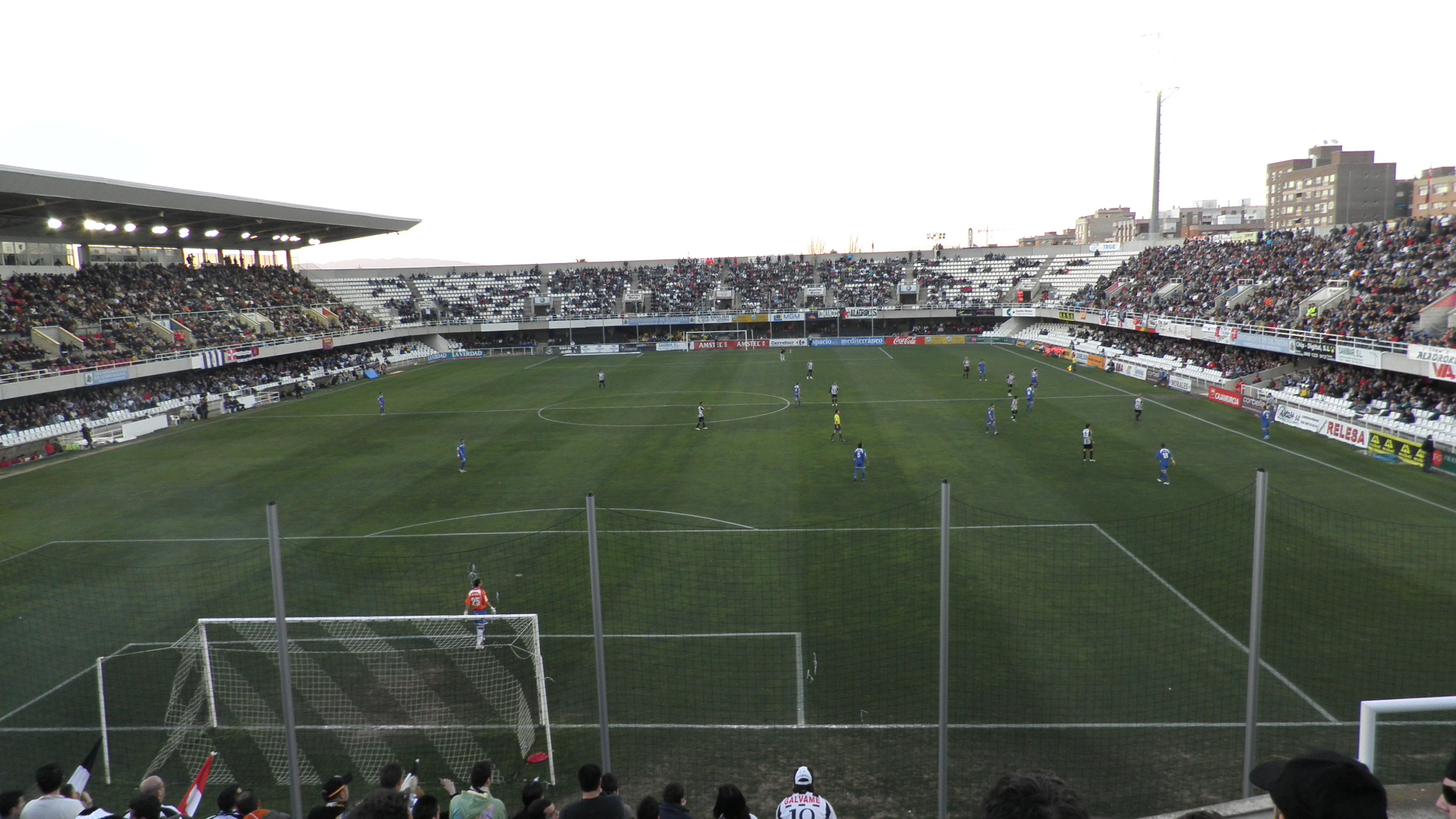
Panoràmica de l'Estadi Cartagonova

### Estadi
El terreny de joc del Cartagena FC és l'Estadi Cartagonova, que va ser construït seguint fidelment el projecte per a la construcció del Miniestadi del Futbol Club Barcelona. Va ser inaugurat l'any 1988 i té capacitat per a uns 15.100 espectadors, tots asseguts. El comparteix amb l'altre gran club de la ciutat, el Fútbol Club Cartagena.

### Ciutat Esportiva
La Ciutat Esportiva del Club porta el nom del seu impulsor i encara avui dia president, José Gómez Meseguer. Va ser inaugurada el 6 d'agost del 2002 per la batllessa de Cartagena, Pilar Barreiro, amb un partit Cartagena FC - Reial Madrid.
A la Ciutat Esportiva juguen els seus partits tots els equips del Club; excepte el primer equip, que juga a l'Estadi Cartagonova.
Les instal·lacions compten amb dos camps de futbol 11 (un de gespa natural i un altre d'artificial), un camp de futbol 7 i un de futbol 5 (tots dos de gespa artificial), pistes de pàdel, vestidors, oficines del club, gimnàs, servei de fisioteràpia i bar restaurant. Es troba en el Polígon Industrial Cabezo Beaza de Cartagena.

## Dades del club[calcitació]
- Temporades a Segona divisió (15): 1928-29, 1939-40, 1940-41, 1941-42, 1949-50, 1950-51, 1951-52, 1961-62, 1962-63, 1982-83 a 1987-88
- Temporades a Segona divisió B (9): 1980-81, 1981-82 i 1988-89 a 1994-95
- Temporades a Tercera divisió (37): 1929-30 a 1933-34, 1943-44 a 1948-49, 1953 a 1961, 1963 a 1975, 1978-79, 1979-80, 1995-96, 2009-10, 2010-11, 2011-12
- Temporades a Regional Preferent (6): 2004-05 a 2008-09, 2012-13
- Temporades a Primera Regional (2): 2002-03 i 2003-04
- Temporades a categories regionals (6): 1934-35, 1935-36, 1942-43, 1952-53, 1975-76, 1976-77
- Millor classificació a la lliga: 5è (Segona divisió, temporada 1939-40)
- Pitjor classificació a la lliga: 20è (Segona divisió, temporada 1987-88)

## Futbol base[calcitació]
El Cartagena FC té un extens planter de futbol base. Va sobreviure a la desaparició del primer equip l'any 1996 i sempre ha mantingut la seva activitat.
- Juvenil A (nacional)
- Juvenil B (primera)
- Juvenil C (segona)
- Cadet A (autonòmica)
- Cadet B (primera)
- Cadet C (segona)
- Infantil A (autonòmica)
- Infantil B (primera)
- Infantil C (segona)
- Aleví A (autonòmica)
- Aleví B (segona)
- Aleví C (segona)
- Benjamí A
- Benjamí B
- Pre-benjamí A, tres equips
- Pre-benjamí B, tres equips
- Pre-benjamí C

## Palmarès

### Tornejos estatals
- Segona divisió B (1): 1992
- Tercera divisió (3): 1930, 1933 i 1980
- Regional (2): 1935 i 1936
- Subcampió de la Segona divisió B (2): 1982 i 1991
- Subcampió de la Tercera divisió (14): 1932, 1948, 1956, 1958, 1961, 1964, 1965, 1966, 1969, 1971, 1972, 1973, 1978 i 1996
- Campionat d'Espanya d'Aficionats: 
  - 1978[5]

### Tornejos regionals
- Trofeu Ciutat de Cartagena (Carabela de Plata) (15): 1969, 1970, 1975, 1976, 1977, 1979, 1983, 1986, 1987, 1989, 1990, 1991, 1992, 1993 i 1995